# William de Warenne, 1. Earl of Surrey
William de Warenne, 1. Earl of Surrey (* 1030 (?); † 24. Juni 1088 in Lewes, Sussex) war ein normannischer Adliger aus dem Hause Warenne, der in der Schlacht von Hastings kämpfte und einer der größten Landeigner in England wurde.

## Leben
Er war ein Sohn von Ralph de Warenne und dessen Frau Emma und ein Großneffe der Herzogin Gunnora, Frau des normannischen Herzogs Richard I. Als junger Mann half er mit, die Stellung Herzog Wilhelm des Eroberers in der Normandie zu verteidigen. Erwähnenswert sind vor allem die Kämpfe zwischen 1052 und 1054, die in der Schlacht von Mortemer gipfelten. Infolge des Verlusts der Schlacht verlor Roger de Mortemer große Teile seines Landes, die William de Warenne vom Herzog Wilhelm erhielt. Der Familienname de Warenne leitet sich von einer gleichnamigen Burg am Fluss Varenne ab, der durch das Gebiet fließt, welches Wilhelm in der Normandie erhielt.
William war einer derjenigen, die Wilhelm den Eroberer bei seiner Entscheidung berieten, in England einzumarschieren. Er kämpfte in Hastings und erhielt nach der Plünderung von Lewes, Sussex, das dortige Land sowie Ländereien in zwölf weiteren Shires. Zu seinem Besitz gehörten die Ländereien von Lewes, wo er im von ihm erbauten Lewes Castle wohnte, sowie die Ländereien um die ebenfalls von ihm erbauten Burgen Castle Acre Castle in Norfolk und Conisbrough Castle im South Yorkshire. Zur Zeit des Domesday Book (1086) war er einer der größten Landeigentümer in England.
William stand loyal zu Wilhelm II. und wurde möglicherweise nach der Rebellion von 1088 zum Earl of Surrey ernannt. Er starb kurze Zeit später an einer Verwundung, die er sich bei der Niederschlagung der Rebellion zugezogen hatte.

## Ehe und Nachkommen
William war zweimal verheiratet, zunächst mit Gundrada (Gundred, Gondrée) (1053–1085), einer Schwester Gerbods des Flamen. Seine zweite Frau war eine Schwester von Richard Gouet. William und Gundrada hatten sechs Kinder:
- William de Warenne, 2. Earl of Surrey († 1138)
- Edith de Warenne (verheiratet mit Gerard de Gournay)
- eine Tochter
- Raynold de Warenne, der Land von seiner Mutter in Flandern erbte und vor 1118 starb.
- Gundred
- Roger